# 江湾村萧江宗祠

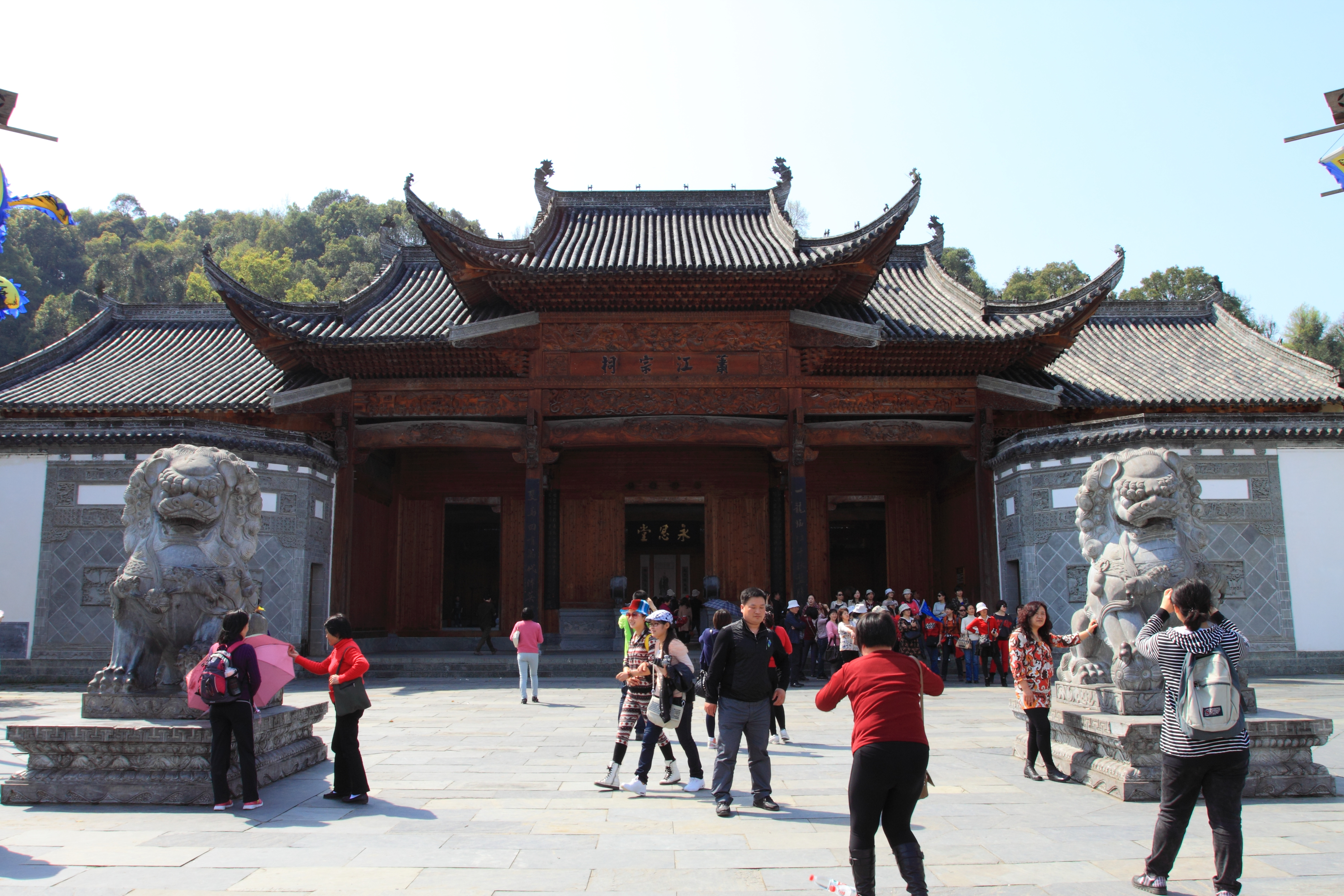
萧江宗祠

江湾村萧江宗祠位于江西省婺源县（旧属安徽省徽州府）江湾镇江湾村，又名永思堂，原建于明万历六年，规模宏大，太平天国和文化大革命期间两次被毁。2003年重建。占地3060平方米，三进九开间。